# 十和田湖駅

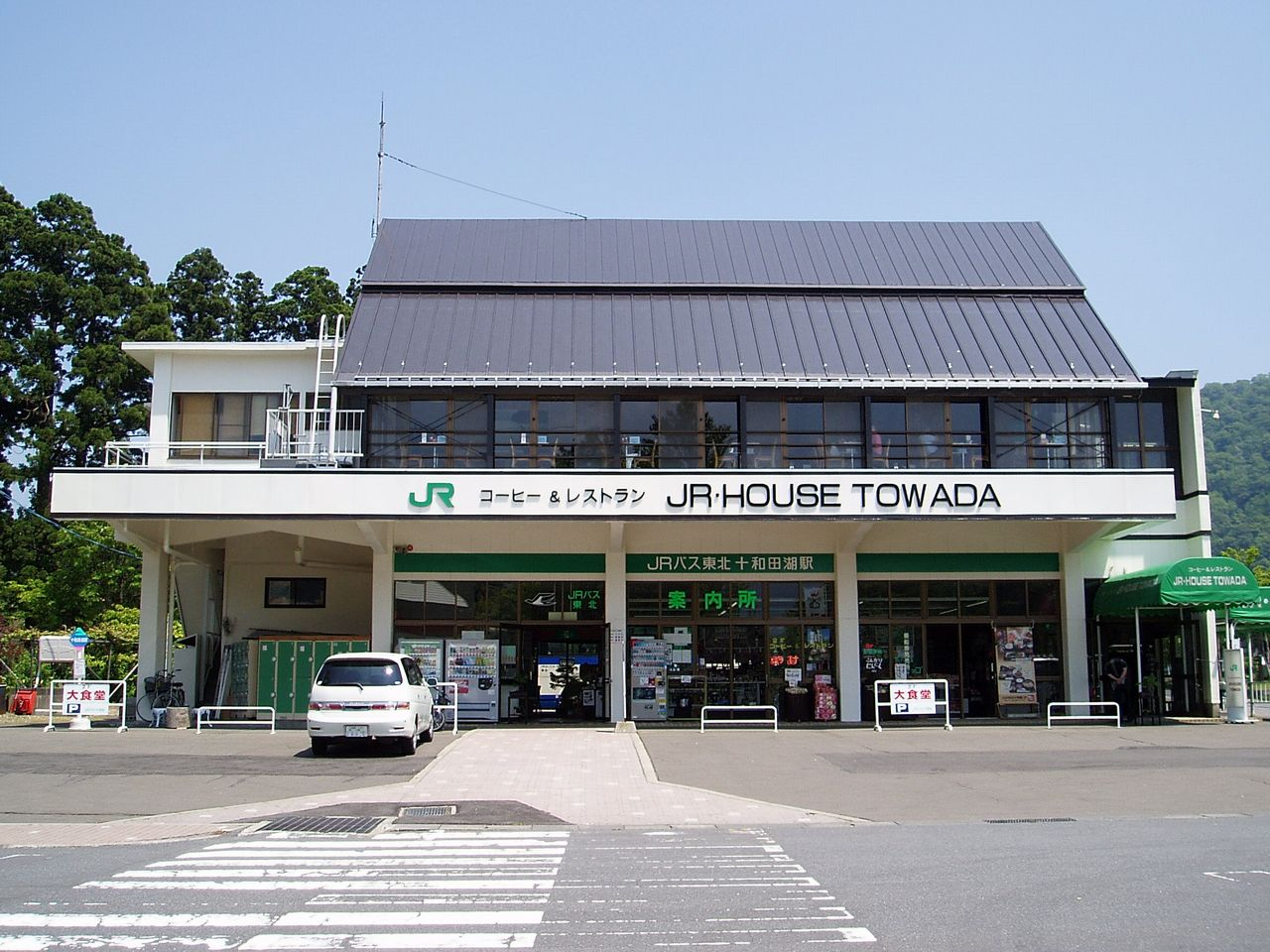
駅舎

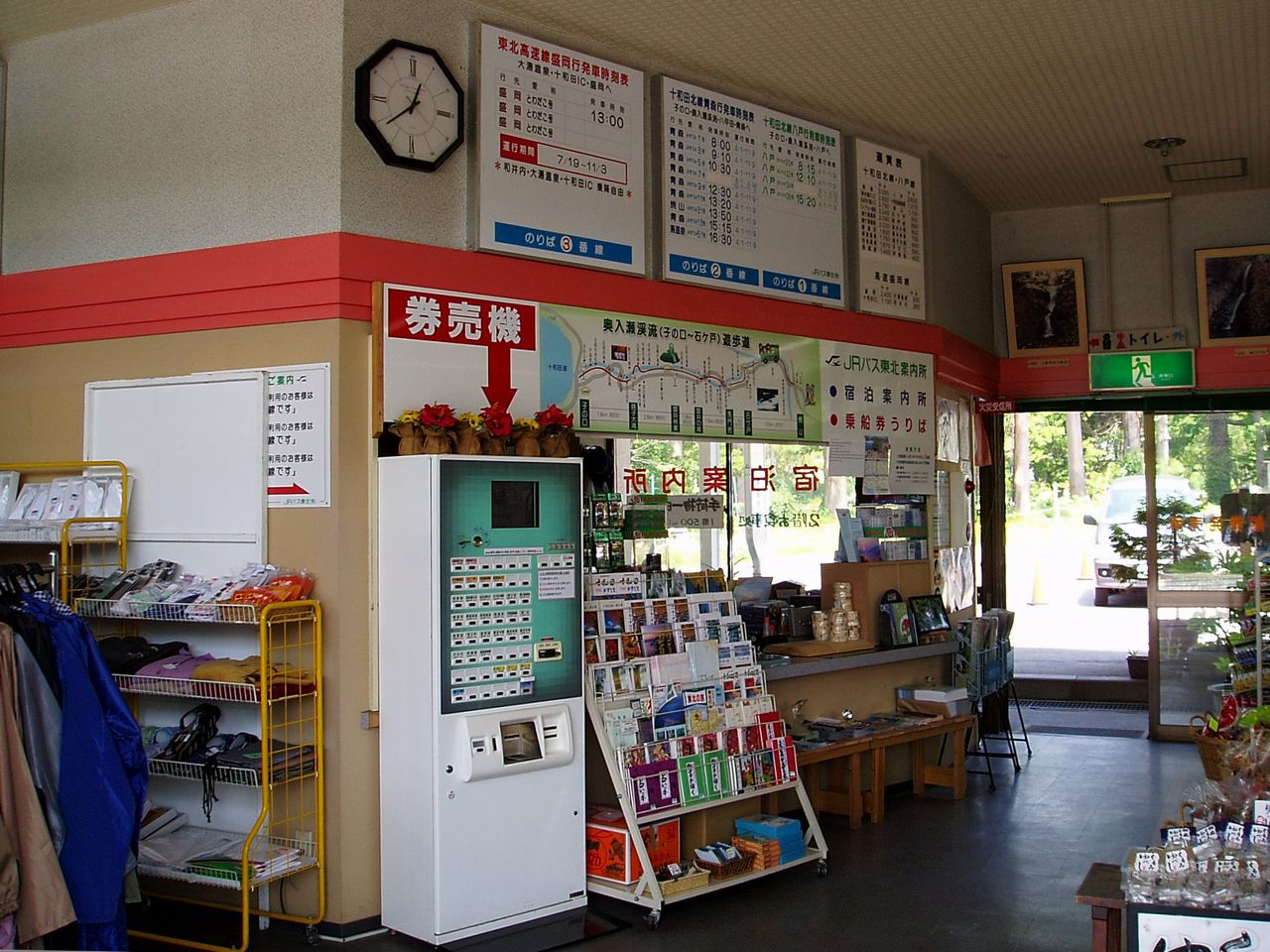
窓口付近

十和田湖駅（とわだこえき）は、青森県十和田市大字奥瀬字十和田湖畔休屋486番地にあるJRバス東北の自動車駅である。停留所名は「十和田湖（とわだこ）」。

## 駅構造
駅舎は「JRハウス十和田」となっており、1階は売店（お土産屋）と観光案内所（旧バス出札窓口）がある。2階はレストランが営業している。
駅構内はバス待機所となっており、乗務員宿泊所の建物もある。
のりば
- 1番のりば - JRバス東北十和田東線「おいらせ号」八戸駅西口行
- 2番のりば - JRバス東北十和田北線「みずうみ号」焼山・蔦温泉・青森駅行

  - かつては1番のりばが高速「とわだこ号」盛岡駅行、2番のりばが「みずうみ号」蔦温泉・青森駅行、3番のりばが十和田南線「とわだこ号」十和田南駅・大館駅行となっていた。
  - 十鉄バス急行十和田市駅・三沢駅行・特急八戸八日町行、秋北バス急行鹿角花輪駅・八幡平山頂行、弘南バス急行十和田西線弘前バスターミナル行は、当駅向かいにあった十和田湖バスターミナル発着となっていた。秋北バス急行鹿角花輪駅・八幡平山頂行については、JRバス十和田南線廃止後に当駅発着に変更された。

## 沿革
- 1934年8月 - 十和田線開業と共に休屋駅（やすみやえき）開業（駅員配置駅）。
- 19xx年 - 駅業務を「日本交通観光社」に委託。
- 1980年7月 - 休屋駅から十和田湖駅へ改称。
- 1990年4月 - 駅舎をリニューアル、「JRハウス十和田」となる。
- 2001年3月 - 乗車券の取扱が変わり、発行はJRバスおよび共同運行に限るようになる。

## 駅周辺
- 十和田湖
- 十和田湖遊覧船乗り場（十和田観光電鉄#船舶事業、かつては十和田湖観光汽船との共同運航）
- 十和田湖畔温泉
- 乙女の像
- 十和田湖郵便局

## その他
- 2001年3月までは鉄道連絡や料金券など様々な乗車券類を発売していた。のちに自動券売機を設置し、普通乗車券や「みずうみ号・おいらせ号フリーきっぷ」を発売していたが、2023年シーズンで終了し撤去された。
- 青函連絡船が就航していたころは、「十和田湖から函館ゆき」という、国鉄・JRでありながら鉄道を介さない乗車船券も発売していた。
- 「ディスカバー・ジャパン」、「わたしの旅」の駅スタンプを置いていたこともある。